# Agoma ticolor
Agoma ticolor är en fjärilsart som beskrevs av Druce 1883. Agoma ticolor ingår i släktet Agoma och familjen nattflyn. Inga underarter finns listade i Catalogue of Life.